# Ziegelroter Täubling
Der Ziegelrote Täubling (Russula velenovskyi) ist ein Pilz aus der Familie der Täublingsverwandten (Russulaceae). Es handelt sich um eine relativ kleine Art, die sich durch einen glanzlosen ziegel- bis kirschroten Hut auszeichnet, der oft einen schwach ausgebildeten Buckel besitzt. Weiterhin schmeckt sein Fleisch mild und ist geruchlos. Das Sporenpulver ist ockerfarben.

## Merkmale

### Makroskopische Merkmale
Der Hut ist ziegelrot bis fast leuchtend rot, wie beim Kirschroten Spei-Täubling (R. emetica). In der Mitte ist er orange bis gelblich aufgehellt. Er verblasst kaum und besitzt in der Mitte oft eine dunklere Zone. Die Kappe erreicht einen Durchmesser von 4 bis 8 cm. Sie ist zunächst halbkugelig und später verflacht; oft ist auch ein Buckel ausgebildet. Im Alter ist er niedergedrückt. Die Huthaut ist bei feuchter Witterung schmierig und bei Trockenheit matt. Die Oberfläche ist rau bis radialrunzelig und zart samtig; mit einer Lupe lassen sich häufig in der Mitte und in Randnähe samtige Punktierungen oder verstreute Höcker erkennen. Bei Trockenheit ist die Huthaut schwach rissig; sie lässt sich zur Hälfte abziehen. Der Rand ist stumpf und kann selten gerippt sein. Die Konsistenz ist relativ fest.
Die Lamellen sind mandelweiß gefärbt, später erscheinen sie buttergelb bis hellocker. Sie stehen gedrängt, sind gegabelt oder verkürzt. Am Stiel sind sie ausgebuchtet angewachsen, schließlich stehen sie frei. Die Schneiden sind, vor allem in Randnähe, rot gefärbt. Das Sporenpulver ist hellocker gefärbt (IIIa-IIIb nach Romagnesi).
Der Stiel ist weiß gefärbt; manchmal ist er an der Basis früh rosa getönt. Seine Oberfläche ist oft geadert. Er erreicht eine Länge von 3 bis 8 cm sowie eine Dicke zwischen 1 und 2 cm. Die Konsistenz ist relativ fest und im Alter dichtschwammig. Das Fleisch ist weiß, manchmal auch leicht gelblich getönt und oft rosa behaucht. Es schmeckt meist völlig mild, junge Exemplare können allerdings leicht scharf sein. Außerdem besitzt es keinen Geruch, jedoch riechen geriebene Lamellen ölig-fischig, ähnlich dem Gemeinen Weiß-Täubling (R. delica). Mit Guajak färbt es sich rasch blau (schneller als der Apfel-Täubling (R. paludosa)), mit Eisensulfat etwas fleischrosa und mit α-Naphthol schnell dunkelblau.

### Mikroskopische Merkmale
Die Sporen sind rundlich bis elliptisch und messen 6,5–9,0 × 5,5–7 µm. Der Q-Wert (Quotient aus Länge und Breite) ist 1,1-1,4. Das Sporenornament besteht aus zahlreichen, meist isoliert stehenden, spitzen Warzen, die teilweise undeutlich durch Adern miteinander verbunden sind und bis zu 0,8 µm hoch werden.
Die keuligen und viersporigen Basidien werden 35–45 µm lang und 10–13 µm breit.
Die Cheilozystiden sind spindelig und können am oberen Ende teilweise ein Anhängsel tragen. Sie messen 30–55 × 5–7 µm, während die ähnlichen Pleurozystiden 35–75 × 6–12 µm messen. Alle Zystiden sind nicht allzu zahlreich und färben sich in Sulfobenzaldehyd nur schwach grauschwarz an.
Die Huthaut besteht aus zylindrischen, zur Spitze hin oft verschmälerten, septierten und teilweise verzweigten, 2–3,5 µm breiten Haaren. Besonders charakteristisch sind die langen, dünnen, 3,5–6,5 µm breiten und oft unterteilten Pileozystiden, deren Inhalt sich in Sulfobenzaldehyd grauschwarz anfärbt. Ihre Oberfläche ist gleichzeitig tröpfchenartig und unterschiedlich dicht inkrustiert.

## Artabgrenzung
Sehr ähnlich ist vor allem der Apfel-Täubling (Russula paludosa). Dieser besitzt mehr apfel- oder blutrote Hutfarben, eine glänzende Huthaut und einen scharf abschließenden Hutrand. Darüber hinaus bevorzugt er Nadelwald-Standorte und wird häufig auch etwas größer. Leuchtend rothütige Formen können mit dem Kirschroten Spei-Täubling (Russula emetica) verwechselt werden. Dieser und ähnliche Speitäublinge schmecken scharf und besitzen weißes Sporenpulver. Bei dem ebenfalls milden Fleischroten Speise-Täubling (Russula vesca) ragen die Lamellen immer einige Millimeter über den Hutrand hinaus.

## Ökologie
Der Ziegelrote Täubling ist vor allem in basenarmen Buchenwäldern zu finden. Es zeichnen sich zwei unterschiedliche Vorlieben in den Bodenansprüchen ab: zum einen sandige, lockere, mäßig trockene, humose Ranker und Braunerden und andererseits tonige, verdichtete, feuchte bis staunasse Schotter- und Schwemmböden.
Der Ziegelrote Täubling ist ein Mykorrhiza-Pilz, der vor allem mit Laubbäumen wie Birken, Rotbuchen, Hainbuchen und Eichen in Symbiose lebt. Seltener ist der Pilz auch unter Nadelbäumen zu finden. Die Fruchtkörper erscheinen zwischen Juli und Oktober.

## Verbreitung

Europäische Länder mit Fundnachweisen des Ziegelroten Täublings.
Legende:
Länder mit Fundmeldungen
Länder ohne Nachweise
keine Daten
außereuropäische Länder

Der Ziegelrote Täubling ist in der Holarktis submeridional bis subboreal, teilweise auch meridional, verbreitet, mit subozeanischen Typ. Er ist in Nordamerika, Westasien (Israel) und Europa anzutreffen. In Europa reicht sein Verbreitungsgebiet von Großbritannien, den Niederlanden und Frankreich bis ostwärts nach Belarus und Russland sowie nach Norden zu den Hebriden und Fennoskandinavien.
In Deutschland ist der Pilz insgesamt lückig verstreut anzutreffen.

## Systematik

### Infragenerische Systematik
Der Ziegelrote Täubling wird von Bon in die Untersektion Paludosinae gestellt, die innerhalb der Sektion Viridantes steht. Die Vertreter der Untersektion haben relativ große, robuste Fruchtkörper und schmecken mild. Der Hut ist meist rötlich, orange bis gelblich gefärbt. Das Sporenpulver ist ockerfarben. Das Fleisch ist unveränderlich oder wird leicht braun oder grau.

## Bedeutung
Der Ziegelrote Täubling ist essbar.